# Isaäc da Costa

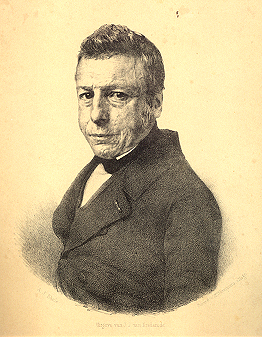
Isaäc da Costa

Isaäc da Costa (* 14. Januar 1798 in Amsterdam; † 28. April 1860 ebenda) war ein holländischer Dichter und Schriftsteller. Er war eine führende Figur der konservativ-calvinistischen Erweckungsbewegung Réveil.

## Leben
Isaäc da Costa war der Sohn einer angesehenen und wohlhabenden, aus Portugal stammenden, von der Inquisition vertriebenen sephardischen Kaufmanns- und Bankiersfamilie.
Seine ersten poetischen Versuche lenkten die Aufmerksamkeit des Dichters Willem Bilderdijk (»Vater des Réveil«, einer Erweckungsbewegung) auf ihn, der seitdem seine weitere Ausbildung überwachte und bald in freundschaftlichen Verkehr mit ihm trat.
1817 begab sich Da Costa zur Vollendung seiner Studien nach Leiden, wohin auch Bilderdijk übersiedelte.
Nachdem er 1818 zum Doktor der Rechte und 1821 zum Doktor der Philosophie promovierte, ließ er sich 1822 gemeinsam mit Abraham Capadose, einem Verwandten und Studienfreund, taufen. Die Taufe erfolgt unter dem Einfluss Bilderdijks, der aber nie auf ihre Bekehrung gedrängt hatte. Beide Freunde haben als bedeutende Judenchristen der Neuzeit in der niederländischen Orthodoxie (Calvinismus) einen großen Einfluss ausgeübt.
Bald hatte sich Isaäc da Costa als Dichter einen so geachteten Namen erworben, dass er nach Bilderdijks Tod (1831) allgemein als dessen Nachfolger im Rang des ersten niederländischen Dichters bezeichnet wurde. Sein Schwanengesang „De slag by Nieupoort“ gehört zum besten, was er geschrieben hat.
Außerdem versuchte sich Da Costa auch auf historischem und theologischem Gebiet, beispielsweise mit „Israel en de volken“ (1849).
Seine Schriften wurden mehrfach neu aufgelegt; das dichterische Werk erschien gesammelt in drei Teilen (Haarlem 1861–62).

## Werke
- Lof der dichtkunst (1813)
- De verlossing van Nederland (1814)
- Alfonsus de Eerste (1818)
- Bezwaren tegen den geest der eeuw (1823) – In diesem Essay, geschrieben 1823, nur 25 Jahre alt, wandte er sich gegen die Enzyklopädisten, Rousseau, Voltaire, Diderot, Kant, Robert Owen und Lord Byron.
- De Sadduceën (1824)
- Geestelijke wapenkreet (1825)
- Dichterlijke krijgsmuziek (1826)
- God met ons (1826)
- Feestliederen (1828)
- Kerst- en nieuwjaarsintreezangen (1829)
- Brieven van Mr. Willem Bilderdijk, Inleiding IV (1837)
- Vijf en twintig jaren. Een lied in 1840 (1840)
- Aan Nederland, in de lente van 1844 (1844)
- Zangen uit verscheidenen leeftijd (1847)
- 1648 en 1848. Dichtstuk (1848)
- Lijden en heerlijkheid (1848)
- Wachter! Wat is er van den nacht (1848)
- Zit aan mijne rechterhand (1848)
- Israël en de volken, een overzigt van de geschiedenis der joden tot op onzen tijd (1848-1849)
- Bijbelsche vrouwen (1848-1852)
- De chaos en het licht (1850)
- Politieke poëzy (1854)
- Hesperiden (1855)
- De dichtwerken van Bilderdijk (1856-1859)
- De mensch en de dichter W. Bilderdijk (1859)
- Tien bladzijden uit de geschiedenis van Neêrlands roem en grootheid (1860)
- Poëzy (2 dln., 1821-1822)

## Sekundärliteratur
- Ulrich Gäbler: „Auferstehungszeit“. Erweckungsprediger des 19. Jahrhunderts. Sechs Porträts. C.H. Beck Verlag, München, 1991. ISBN 3406351573
- Ulrich Gäbler: Zum theologischen Gehalt von Isaac da Costas „Einreden wider den Zeitgeist“. In: Ulrich Gäbler, Peter Schram (Hrsg.): Erweckung am Beginn des 19. Jahrhunderts. Referate einer Tagung der Freien Universität Amsterdam, 26.-29. März 1985. Freie Universität Amsterdam 1986.